# Dogma (christendom)
In het christendom is een dogma (Oudgrieks: δόγμα, dógma) een geloofsartikel dat wordt beschouwd als door goddelijke openbaring ontvangen en vastgesteld door de Kerk. Een dogma wordt onderscheiden van een doctrine, want een dogma moet plechtig worden vastgesteld, zoals in de Rooms-Katholieke Kerk door een zogenoemd 'buitengewoon magisterium' (zoals een concilie).

## Het begrip dogma
Dogma is een woord uit de hellenistische onderwijswereld: het Oudgriekse δόγμα, dógma betekende letterlijk "wat juist schijnt" en kon enerzijds het (bijvoorbeeld keizerlijke) decreet, besluit, verordening of gebod aanduiden, anderzijds de mening, leerstelling of het principe, namelijk de bindende zin van een filosofische, juridische of medische school. In de Stoa werd de term dogma gedefinieerd als "(a) universele verklaring van een niet-zintuiglijke kennis van de aard van de wereldgebeurtenissen en de mensheid (b) met onmisbare oriëntatiekracht voor de manier van leven (c) en onaantastbare geldigheid." Flavius Josephus nam dit stoïcijnse gebruik over toen hij schreef dat de Tenach in het Oudgrieks δόγματα των Ἰουδαίων, dógmata tōn Ioudaíōn, "dogma's van de Judeeërs" bevatte.
Het wordt in de zin van de eerstgenoemde betekenis in het Nieuwe Testament bijvoorbeeld gebruikt in Lucas 2:1, Handelingen 17:7, Hebreeën 11:23, Kolossenzen 2:14,20 en Efeziërs 2:15.
In Handelingen 16:4 werd een nieuw gebruik geïntroduceerd, namelijk om de uitkomst van het concilie van Jeruzalem aan te duiden. De apostolische vaders gebruikten het vervolgens om de leer van Jezus aan te duiden.
Vanaf de 2e eeuw werd het gebruikt om het geheel van de christelijke leer aan te duiden en om het christendom aan tijdgenoten te presenteren als een filosofische school respectievelijk als de ware filosofie. De oecumenische concilies voegden vervolgens aan het christelijke dogmaconcept het element toe dat bepaalde vraagstukken op de concilies definitief en bindend waren verklaard. De verslagen van de concilies gebruikten voor hun leerstellige beslissingen echter niet het woord dógma, maar noemden het eerder "het geloof (van de orthodoxen of van de kerkvaders)". Hoewel dógma in de zin van kerkleer graag gebruikt werd door de kerkhistoricus Sozomenus, was dit volgens Martin Elze niet representatief voor de Griekssprekende vroege kerk. In plaats daarvan introduceerde Basilius van Caesarea het gebruik van het Oudgriekse κήρυγματα, kḗrygmata om expliciet geformuleerde kerkleringen aan te duiden, terwijl het Oudgriekse δόγματα, dógmata de gemeenschappelijke overtuigingen en riten aanduidde die niet schriftelijk zijn geformuleerd. De kerkschrijvers uit de 4e eeuw die in het Latijn schreven (Ambrosius van Milaan, Rufinus, Hiëronymus) gebruikten de filosofisch geladen term dogma vaak en in drie betekenissen: voor filosofische, ketterse en fundamentele leerstellingen.

## Vroege conciliaire dogma's
In de vroege Kerk werd het Griekse woord dogma in zijn betekenis van besluit gebruikt. Het was in die tijd nog niet als een bijzondere theologische vakterm in gebruik. Na de apostolische geloofsbelijdenis werden theologische geschillen beslecht in de eerste zeven oecumenische concilies.
De belangrijkste conciliebesluiten (Grieks: dogmata) uit de vierde en vijfde eeuw betreffen het trinitarisch dogma handelend over de Goddelijke drie-eenheid en het christologisch dogma handelend over de goddelijke en menselijke natuur van Jezus Christus, de zogenaamde twee-naturenleer. Deze besluiten vulden reeds algemeen aanvaarde geloofswaarheden aan, zoals het geloof in God als Schepper en het geloof in de verrijzenis van Jezus.

## Leerstellingen en geloofsbelijdenissen

### Katholieke kerk
Gedurende de eerste eeuwen van het christendom werd het woord dogma niet als een theologisch-technische term gebruikt. Ten tijde van de kerkvaders werd over waarheid gesproken, in de scholastiek over geloofsartikelen. Het leerstuk van de transsubstantiatie in 1215 uitgesproken door paus Innocentius III wordt wel als het eerste pauselijk afgekondigde dogma gezien. Vanaf het Concilie van Trente werd van een geloofsdogma (Latijn: dogma fidei) gesproken, het staat dan voor wat overal, altijd en door iedereen geloofd wordt (quod ubique, quod semper, quod ab omnibus creditum est, ontleend aan Vincentius van Lérins, 5e eeuw). De tegenwoordig in gebruik zijnde definitie van de officiële leerstellingen van de Rooms-Katholieke Kerk dateert uit de 19e eeuw.
Het Eerste Vaticaans Concilie (1870) legde vast dat een dogma een door de Kerk verwoorde waarheid van Gods openbaring is, die vast te geloven is. Dit kan vastgesteld worden door een plechtige definitie door een paus of een concilie (op bijzondere wijze) of door dagelijks onderricht in de wereldomspannende kerk (op normale wijze). In zijn populaire betekenis wordt het begrip dogma veel vaker gebruikt onder de eerste variant, die van het buitengewone pauselijke of conciliaire leergezag. Daarnaast werd geconstateerd dat verschillende geloofswaarheden in een onderlinge hiërarchie staan. In de strikte zin kent de Rooms-Katholieke Kerk alleen de dogma's van de Onbevlekte Ontvangenis van Maria (1854), de pauselijke onfeilbaarheid (1870) en de Maria-Tenhemelopneming (1950). Van alle andere dogma's, die dateren uit de tijd voor 1870 toen de term dogma niet nauw omlijnd was, moet bepaald worden of de uitspraken absolute geldigheid hebben. Niet alle uitspraken van concilies, synoden en pausen zijn immers dogma's volgens de definitie uit 1870.
Een katholiek dogma is altijd beperkt, omdat het Gods woord in menselijke taal vervat. Het kan alleen geformuleerd worden met een beroep op het kerkelijk leergezag en moet in relatie staan tot de Schrift en de Traditie. Een dogma brengt weliswaar een absolute waarheid onder woorden, de articulatie vindt echter in een historische context plaats. Daarom is een dogma altijd onderwerp van interpretatie en betreft het geen statische uitspraak. Dogma's proberen immers een waarheid onder woorden te brengen, maar niet te conditioneren. Elk dogma moet daarom hermeneutisch onderzocht worden op het tekstuele, auteursbiografische, culturele en historisch-politieke karakter of omstandigheid van de uitspraak om de mate van geldigheid vast te kunnen stellen.
Zo kon volgend op het dogma van het westerse filioque, dat vanaf de 9e eeuw aanleiding tot twist tussen de katholieke en Orthodoxe Kerk gaf, in de bul Laetentur Caeli (1439) gezegd worden dat er geen wezenlijk verschil bestond tussen de opvattingen van beide Kerken. Op dezelfde wijze sloot het dogma van God als Schepper van de wereld de onveranderlijkheid van de soorten in, terwijl later de evolutietheorie geaccepteerd kon worden in overeenstemming met hetzelfde dogma.
Van gewone katholieken wordt verwacht dat zij deze stelling (zonder twijfel) aannemen als waarheid. Het verwerpen van dogma's kan leiden tot excommunicatie.

### Oosterse kerken
In het oosters christendom zijn dogma's vastgelegd in de geloofsbelijdenis van Nicea-Constantinopel en de eerste twee, drie of zeven oecumenische concilies. De Nestorianen aanvaarden alleen de eerste twee concilies, de miafysieten de eerste drie en de oosters-orthodoxe kerken enkel de eerste zeven concilies. Daarnaast tellen deze kerken sommige besluiten van synodes als dogma's. De onveranderlijke liturgie kan eventueel ook als dogma beschouwd worden.

### Reformatie
Protestanten erkennen in verschillende mate delen van deze dogma's en hebben dikwijls een confessie-specifieke belijdenis die een samenvatting vormt van de door hen gekozen dogma's.
Belangrijke dogma's in de Kerken van de Reformatie zijn het Sola fide (alleen door het geloof in Jezus Christus kan men zalig worden), Sola gratia (alleen de genade redt), Sola scriptura (alleen de Schrift heeft gezag, niet de traditie of het leergezag) en Solus Christus (alleen Christus mag vereerd worden, niet Maria of de heiligen).